# Al Kaline
Albert William Kaline, né le 19 décembre 1934 à Baltimore (Maryland) et mort le 6 avril 2020 à Bloomfield Hills (Michigan), est un joueur américain de baseball évoluant toute sa carrière avec les Tigers de Detroit en Ligue majeure de 1953 à 1974.
Membre du Temple de la renommée du baseball depuis 1980, Al Kaline frappe 3 007 coups sûrs, dont 399 coups de circuit en 22 saisons, et est sélectionné à 18 reprises pour le match des étoiles. Bon joueur défensif au champ droit, il a de plus remporté 10 Gants dorés comme voltigeur. Il devint en 1955 à l'âge de 21 ans le plus jeune champion de la moyenne au bâton de l'histoire de la Ligue majeure.

## Carrière au baseball
C'est durant ses années au lycée que Al Kaline commence à jouer au baseball, après avoir connu un certain succès au basket-ball à l'adolescence. Il joue en dépit d'un problème chronique, l'ostéomyélite, pour lequel les médecins doivent lui retirer un os du pied gauche.
Étudiant au Southern High School de Baltimore, Al Kaline reçoit une offre de contrat des Tigers de Détroit et passe directement à la Ligue majeure de baseball sans jamais jouer en ligues mineures. Il dispute son premier match avec les Tigers le 25 juin 1953, alors qu'il n'est âgé que de 18 ans.
À sa saison recrue en 1954, il frappe 139 coups sûrs en 138 parties pour Detroit, avec une moyenne au bâton de,276. Il fait marquer 43 points pour son équipe et, à la fin de la saison, il termine troisième au vote tenu pour élire la recrue de l'année de la Ligue américaine derrière le gagnant, Bob Grim, et Jim Finigan. Il obtient même quelques votes pour le titre de joueur par excellence de la saison régulière, prenant le 23e rang du scrutin. Kaline ne remporta jamais ce titre prestigieux au cours de sa carrière, mais il reçut des votes pour cette récompense annuelle dans 14 de ses 21 saisons complètes jouées en Ligue majeure, se classant quatre fois dans le top 5, neuf fois dans le top 10, et terminant deux fois en seconde position.
En 1955, Al Kaline réussit un exploit sans précédent : il est le plus jeune champion frappeur de l'histoire de la MLB. Il gagne à 21 ans le titre de la moyenne au bâton en frappant pour,340 en 152 parties jouées, ce qui est non seulement la moyenne la plus élevée de la Ligue américaine, mais la meilleure de tout le baseball majeur. Il mène aussi les deux ligues avec 200 coups sûrs et prend le premier rang de l'Américaine pour le total de buts (321). L'été 1955 marque aussi la première présence d'Al Kaline au match des étoiles. Il y participera à 18 reprises durant sa carrière, y étant sélectionné 13 saisons consécutives (1955-1967), puis en 1971 et finalement en 1974, sa dernière année. De 1959 à 1962, deux matchs d'étoiles annuels sont disputés, et Kaline fait chaque fois partie de la sélection pour les deux rencontres, ce qui explique le total de 18 sélections réparties sur 15 années.
Le jeune Kaline est un redoutable frappeur pour des années à venir. Dans une époque dominée par des joueurs légendaires tels Mickey Mantle et Willie Mays, son nom apparaît à maintes reprises parmi les meneurs du baseball dans les principales catégories offensives : meneur de la Ligue américaine avec une moyenne de puissance de,530 en 1959, premier des majeures pour les doubles avec 41 en 1961, second à trois reprises (1955, 1966, 1967) pour le pourcentage de présences sur les buts, deux fois deuxième pour les points produits (1956, 1963). Il échappe de peu un autre championnat de la moyenne au bâton à quelques reprises, terminant chaque fois deuxième en 1959, 1961 et 1963. Autre preuve de ses talents offensifs : les lanceurs adverses hésitent à le défier et Kaline est en deux occasions (1959 et 1963) le joueur de la Ligue américaine ayant reçu le plus de buts sur balles intentionnels. 

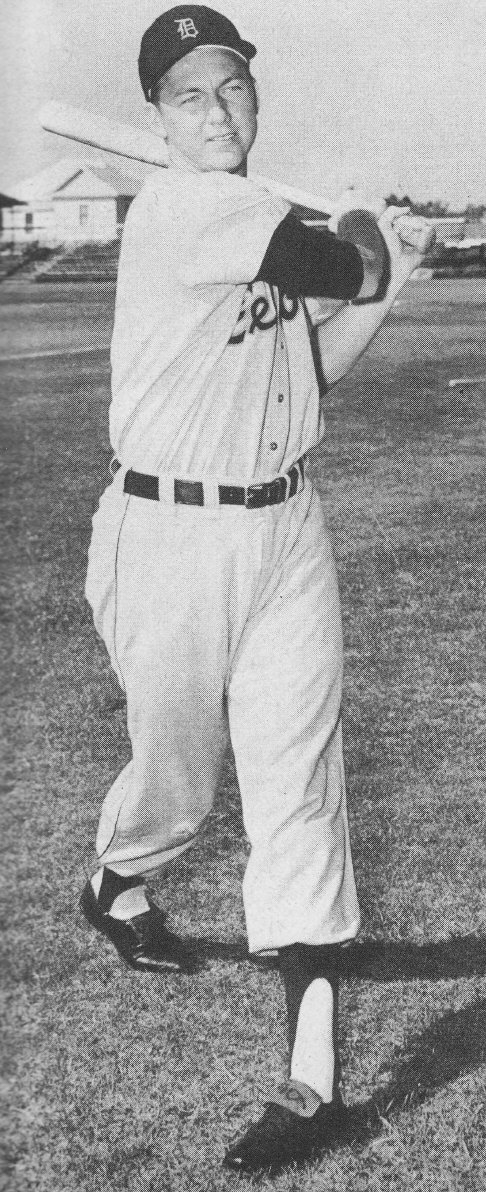
Al Kaline en 1957.

S'il ne figure jamais parmi les meilleurs cogneurs de coups de circuit, il fait néanmoins preuve d'une grande constance avec neuf saisons de plus de 20 coups de quatre buts, ses sommets personnels de 29 étant atteints lors de la saison 1962, puis en 1966. Il termine sa carrière avec 399 circuits. Son agressivité autour des sentiers n'est pas négligeable : il totalise un sommet personnel de 19 buts volés en 1960, vole au moins une dizaine de buts par saison à quatre reprises, et est peu retiré en tentative de vol.
En défensive, on lui attribue le Gant doré au poste de voltigeur en 10 occasions. Selon Brooks Robinson, l'un de ses contemporains et joueur de Baltimore, Al Kaline était le joueur de champ extérieur « capable de tout faire » à sa position, doté d'une « grande rapidité » dans ses déplacements. La puissance de ses relais du champ extérieur est légendaire.
À l'exception de sa première demi-saison dans l'uniforme des Tigers, Kaline a disputé au moins 100 parties par année pour Detroit à chaque saison, sauf une.
Pour sa dernière saison en 1974, Kaline, qui frappe droitier, est le frappeur désigné principalement utilisé par les Tigers. Il ne dispute aucun match en défense et est affecté à cette nouvelle fonction qui n'existe dans la Ligue américaine que depuis la saison précédente.

### La Série mondiale de 1968
En 1968, les Tigers de Detroit remportent la Série mondiale lorsqu'ils triomphent des finalistes de la Ligue nationale, les Cardinals de Saint-Louis, en sept parties. Au cours de cette série, Kaline, qui joue en finale pour la première fois en 15 années de carrière, frappe,379 en moyenne avec 11 coups sûrs dont deux circuits et huit points produits. Les Tigers avaient pourtant perdu trois des quatre premières parties de cette finale. Lors du cinquième match, disputé à Detroit, les Tigers passent près de la défaite mais le simple bon pour de deux points que frappe Kaline en septième manche aux dépens du releveur des Cardinals, Joe Hoerner, transforme un déficit de 2-3 en avance de 4-3. Cette réussite est considérée comme le tournant de la série et l'un des moments importants dans l'histoire des Séries mondiales. Victorieux 5-3 dans ce cinquième match, les Tigers massacrent les Cardinals 13-1 à leur retour à Saint-Louis deux jours plus tard. Kaline ajoute un circuit dans ce festival offensif et célèbre à l'issue du septième et dernier affrontement le premier titre mondial gagné par les Tigers depuis 1945.

## Palmarès

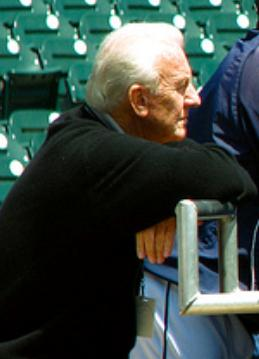
Al Kaline en 2008.

En 2 834 parties dans la Ligue majeure, toutes pour les Tigers de Detroit, Al Kaline a maintenu une moyenne au bâton de,297 avec 3 007 coups sûrs, dont 498 doubles et 399 circuits. Il totalise 1 583 points produits et 1 622 points marqués. Il se classe aussi dans la liste des joueurs ayant soutiré le plus de buts-sur-balles en carrière, avec 1 277, et compte 137 buts volés. Il a de plus maintenu une moyenne au bâton de,333 avec trois circuits et neuf points produits en 12 parties de séries éliminatoires.
- Champion de la Série mondiale 1968 avec les Tigers de Detroit.
- Champion frappeur de la Ligue américaine en 1955 avec une moyenne au bâton de,340.
- Sélectionné 18 fois au Match des étoiles de la Ligue majeure de baseball : 1955 à 1967 (incluant les deux parties d'étoiles annuelles disputées de 1959 à 1962), 1971 et 1974.
- Vainqueur de 10 Gants dorés pour l'excellence en défensive au champ extérieur.
- Meilleure moyenne au bâton du baseball majeur en 1955.
- Meneur des Ligues majeures pour les coups sûrs (200) en 1955.
- Meneur des Ligues majeures pour la moyenne de puissance (,530) en 1959.
- Meneur des Ligues majeures pour les doubles (41) en 1961.
- Meneur de la Ligue américaine pour le total de buts (321) en 1955.
- Meneur de la Ligue américaine pour les buts-sur-balles intentionnels (12) en 1959 et en 1963.

## Honneurs
Al Kaline est élu en 1980 au Temple de la renommée du baseball à sa première année d'apparition sur les bulletins de vote. Il entre au Temple la même année que Duke Snider.
Le numéro 6 de son uniforme a été retiré par les Tigers.

## Carrière dans les médias
Après sa retraite sportive, Al Kaline devient commentateur pour les Tigers.
Associé à la franchise depuis un demi-siècle, il travaille à la télévision de 1976 à 2001.

## Statistiques
| Saison | Équipe | G     | AB     | R     | H     | 2B  | 3B | HR  | RBI   | SB  | BB    | SO    | BA   | OBP  | SLG  |
| ------ | ------ | ----- | ------ | ----- | ----- | --- | -- | --- | ----- | --- | ----- | ----- | ---- | ---- | ---- |
| Totaux | 22 ans | 2 834 | 10 116 | 1 622 | 3 007 | 498 | 75 | 399 | 1 583 | 137 | 1 277 | 1 020 | .297 | .376 | .480 |